# 以弗所的亚历山大
亚历山大（Alexander）是以弗所的基督教异端教师。许米乃和亚历山大是反律法论的支持者，认为基督教道德不是必需的。他们抛弃了“来自他们的推力”——信心和无亏的良心；他们故意放弃有关基督的重要中心事实，因此他们“在真道上如同船破坏了一般”。 
许米乃与假教师腓理徒有关。保罗将他们的教导描述为“世俗的胡言乱语”，并导致更多的不敬虔。他们的异端包括说复活已经过去，而且异端到目前为止已经成功，因为它已经推翻了一些人的信仰。许米乃、亚历山大和腓理徒这三位异端导师的教义是诺斯底主义的早期形式之一。它认为物质最初且本质上是邪恶的；因此，身体并不是人性的重要组成部分；唯一的复活是每个人从罪的刑罚之死中醒来时的复活。因此，对于每个从错误行为的后果中解脱出来的人来说，“复活已经过去了”，而且身体并没有参与来生的祝福，但救赎在于灵魂完全从罪恶中解脱出来。所有与物质世界和物质身体的接触。
基督教会中这些早期诺斯替教的教义是如此有害，据保罗说，它们“如同毒疮，越烂越大”。否认未来身体的复活，也包括否认基督身体的复活，甚至道成肉身的事实。保罗对待那些教导这种致命错误的人的方式，是采取与他在哥林多不道德的人的情况下所使用的同样的极端措施：他把许米乃和亚历山大交给撒旦，以便他们不再诽谤。
一些学者将他视为使徒行传19:33中的亚历山大，或铜匠亚历山大，或两者兼而有之。他在《天路历程中》也被称为走向地狱的伪君子。